# 銀身小銀漢魚
銀身小銀漢魚，為輻鰭魚綱銀漢魚目擬銀漢魚科的其中一種，分布於中太平洋東部瓜地馬拉至巴拿馬淡水、半鹹水流域，為熱帶魚類，體長可達11.1公分，棲息在底中層水域，生活習性不明。